# Diète de la république de Pologne
Pour les autres articles nationaux ou selon les autres juridictions, voir Diète.
Xe législature (en)
Siège du parlement de Pologne
La Diète de la république de Pologne (en polonais : Sejm Rzeczypospolitej Polskiej) est la chambre basse du parlement polonais. Elle exerce le pouvoir législatif, vote le budget conjointement avec le Sénat et contrôle l'action du gouvernement, responsable devant elle.

## Histoire
La Diète polonaise (en polonais Sejm), est issue de plusieurs assemblées temporaires de la noblesse polonaise ayant existé entre le IXe et le XIVe siècle. La première Diète documentée est celle qui se tient en 1331 à la suite de l'appel du roi Władysław I Łokietek qui invite pour la première fois la noblesse à délibérer, avec les sénateurs, sur les affaires du pays. Ce fut le premier acheminement vers la République nobiliaire, qui devint plus tard la constitution du pays.  
En 1413, au moment où s'effectue la réunion du royaume de Pologne et du grand-duché de Lituanie par l'union personnelle en la personne du roi, il est décidé que les affaires communes aux deux pays devront être réglées par l'assentiment commun des Polonais et des Lituaniens, dans des diètes communes. En 1493, le roi Jan Ier Olbracht convoque la diète générale (assemblée nationale) qui voit émerger une Chambre des nonces (députés) distincte, composé des nobles élus par les diétines locales.  
À l'époque de la république des Deux Nations, la Diète est réservée à la noblesse. Au fil du temps, elle confisque progressivement les pouvoirs du souverain et s’impose comme seul organe décisionnel de la république de Pologne. En parallèle, la Diète confirme de nombreux droits et privilèges qu’acquiert la noblesse à cette période, et devient sa scène de représentation.  
Lors de la Diète de 1505 qui délibère à Radom, la constitution Nihil novi est adoptée. Elle interdit au roi de promulguer des lois sans le consentement de la noblesse, représentée par le Sénat et la Chambre des nonces (Chambre des députés). Le roi peut éditer des lois seul uniquement concernant le domaine de la Couronne. Ainsi, la Diète est composée de trois états, le roi, le Sénat et la Chambre des nonces, théoriquement égaux, mais c’est véritablement ce dernier organe qui exerce les pouvoirs législatif et exécutif. La Diète polonaise reflète ainsi les idéaux nobiliaires que sont l’égalité des nobles entre eux et la liberté de s’exprimer lors des débats.  
Cette logique amène à considérer le vote à l’unanimité comme seul valable. Se met alors en place le liberum veto, qui autorise un député à interrompre les débats s’il les juge contraires au principe de la République.  
La Diète est convoquée par le roi et pendant l'interrègne par le primat interrex. C'est elle qui décide des lois, des impôts, la levée et la taille de l'armée, la guerre, les alliances politiques et militaires.  
Les Diètes sont :  
- ordinaires, elles se réunissent tous les 2 ans pour une période de 6 semaines,
- extraordinaires, qui peuvent être convoquées à tout moment pour une période de 2 semaines.

Jusqu'à l'Union de Lublin en 1569 et la création d'un parlement polono-lituanien commun, ses sessions se tiennent à Piotrków Trybunalski, Cracovie, Toruń, Bydgoszcz, Radom, Sandomierz, Lublin, Parczew et Varsovie. Après l'Union, la Diète se réunit seulement à Varsovie et à Grodno (une fois sur trois).  
Après l'extinction de la dynastie Jagellon en 1572, le trône de Pologne cesse d'être héréditaire et c'est désormais toute la noblesse polonaise qui élit son roi par le biais d'electio viritim - élection directe. Ainsi, la Diète électorale (Sejm elekcyjny), à laquelle peut participer chaque noble polonais, est une assemblée exceptionnelle convoquée par le primat de Pologne en tant que régent après la mort du roi (interrex). Elle se tient en plein champ, à Wola près de Varsovie. Le premier roi élu en 1573 est Henri de Valois, ultérieurement roi de France sous le nom de Henri III. La république des Deux Nations devient une monarchie élective et parlementaire. C'est un système démocratique sans équivalent à l'époque des monarchies autoritaires. 
Au XVIIIe siècle, la république des Deux Nations est en crise. Poussé à l’extrême, le principe de liberum veto permet la rupture des Diètes. Le pays tombe ainsi progressivement dans l'anarchie, son institution centrale paralysée par les intérêts particuliers de ses membres qui facilite l'ingérence étrangère.
Des tentatives pour résoudre la crise ont été entreprises par la Diète de Quatre Ans qui en 1791 a adopté la Constitution du 3 mai, la première en Europe. Mais cette tentative est tardive face aux appétits de ses voisins. Le pays cesse d'exister, envahi par trois puissances autocratiques.
La république de Pologne renaît en 1918, après 123 ans d'occupation. Depuis, le terme Diète (Sejm) se réfère uniquement à la chambre basse, la chambre haute s'appelle le Sénat. 
En 1946, après la libération de la Pologne par l'Armée Rouge, le Sénat est aboli par le régime communiste, et la Diète constitue à elle seule le parlement. La Diète devient une chambre d'enregistrement du Parti ouvrier unifié polonais, qui forme une coalition nommé le Front d'unité national avec le Parti paysan unifié (Pologne) et le Parti démocratique (Pologne), une situation caractéristique des régimes staliniens, à l'image de l'Allemagne ou de la Corée,,.
En 1989, avec l'avènement de la démocratie libérale, le Sénat est restauré et le Parlement polonais a de nouveau deux chambres.

## Système électoral
La Diète est composée de 460 sièges pourvus au scrutin proportionnel plurinominal dans 41 circonscriptions électorales (Okręgi wyborcze) de 7 à 19 sièges en fonction de leur population. Les électeurs votent pour des candidats dans leur circonscription, et un vote pour un candidat équivaut à un vote pour le parti auquel il est affilié. Une fois le décompte des voix effectué, les sièges sont répartis à tous les partis ayant franchi le seuil électoral de 5 % des votes valides — 8 % pour les coalitions — en proportion de leurs résultats en voix au niveau national, selon la méthode D'Hondt. Les partis répartissent ensuite les sièges qu'ils ont obtenus à ceux de leurs candidats ayant individuellement recueilli le plus de suffrages. La minorité allemande est exceptionnellement exemptée de seuil électoral. Par ailleurs, les listes présentées par les partis doivent obligatoirement comporter un minimum de 35 % de chacun des deux sexes,.
Les élections législatives se tiennent tous les quatre ans, sauf en cas de dissolution décidée uniquement par la Diète, par un vote à la majorité des deux tiers de ses membres. Ce cas ne s'est produit qu'une seule fois, en 2007. Avant 2011, une version modifiée de la méthode de Sainte-Laguë était utilisée au lieu de la méthode D'Hondt.

## Législatures
| Législature | Élections | Début            | Fin              | Composition | Présidence de la Diète                                 |
| ----------- | --------- | ---------------- | ---------------- | ----------- | ------------------------------------------------------ |
| Ire         | 1991      | 25 novembre 1991 | 31 mai 1993      |             | Wiesław Chrzanowski                                    |
| IIe         | 1993      | 14 octobre 1993  | 20 octobre 1997  |             | Józef Oleksy Józef Zych                                |
| IIIe        | 1997      | 20 octobre 1997  | 18 octobre 2001  |             | Maciej Płażyński                                       |
| IVe         | 2001      | 19 octobre 2001  | 18 octobre 2005  |             | Marek Borowski Józef Oleksy Włodzimierz Cimoszewicz    |
| Ve          | 2005      | 19 octobre 2005  | 4 novembre 2007  |             | Marek Jurek Ludwik Dorn                                |
| VIe         | 2007      | 5 novembre 2007  | 7 novembre 2011  |             | Bronisław Komorowski Grzegorz Schetyna                 |
| VIIe        | 2011      | 8 novembre 2011  | 11 novembre 2015 |             | Ewa Kopacz Radosław Sikorski Małgorzata Kidawa-Błońska |
| VIIIe       | 2015      | 12 novembre 2015 | 11 novembre 2019 |             | Marek Kuchciński Elżbieta Witek                        |
| IXe         | 2019      | 12 novembre 2019 | 12 novembre 2023 |             | Elżbieta Witek                                         |
| Xe          | 2023      | 13 novembre 2023 | en cours         |             | Szymon Hołownia                                        |